# 浮貸し
浮貸し（うきがし）とは、金融機関の職員がその地位を利用し、自己又は当該金融機関以外の第三者の利益を図るため、金銭の貸し付け、金銭の貸借の媒介又は債務保証をすることをいう。
金融機関の信用を損なったり資金を危険に晒す行為のため、出資法により禁止されている。

## 事例
- 1988年～1990年頃、住友銀行（現 三井住友銀行）の青葉台支店長がその地位を利用して、支店の顧客らに対し、ノンバンク等から借入れてその借入金をもってして、仕手筋「光進」の代表らに仕手株等を8～10割もの高い掛目で担保あるいは無担保で10億円ないし50億円という巨額の融資をするよう勧誘した。その結果、顧客らと仕手筋の会社等との間で11回にわたり金銭消費貸借契約を成立させ、銀行の業務としてではない融資の媒介をした。事件発覚後、支店長は逮捕され、その後、懲役1年6月（執行猶予3年）の刑が確定。